# البستان

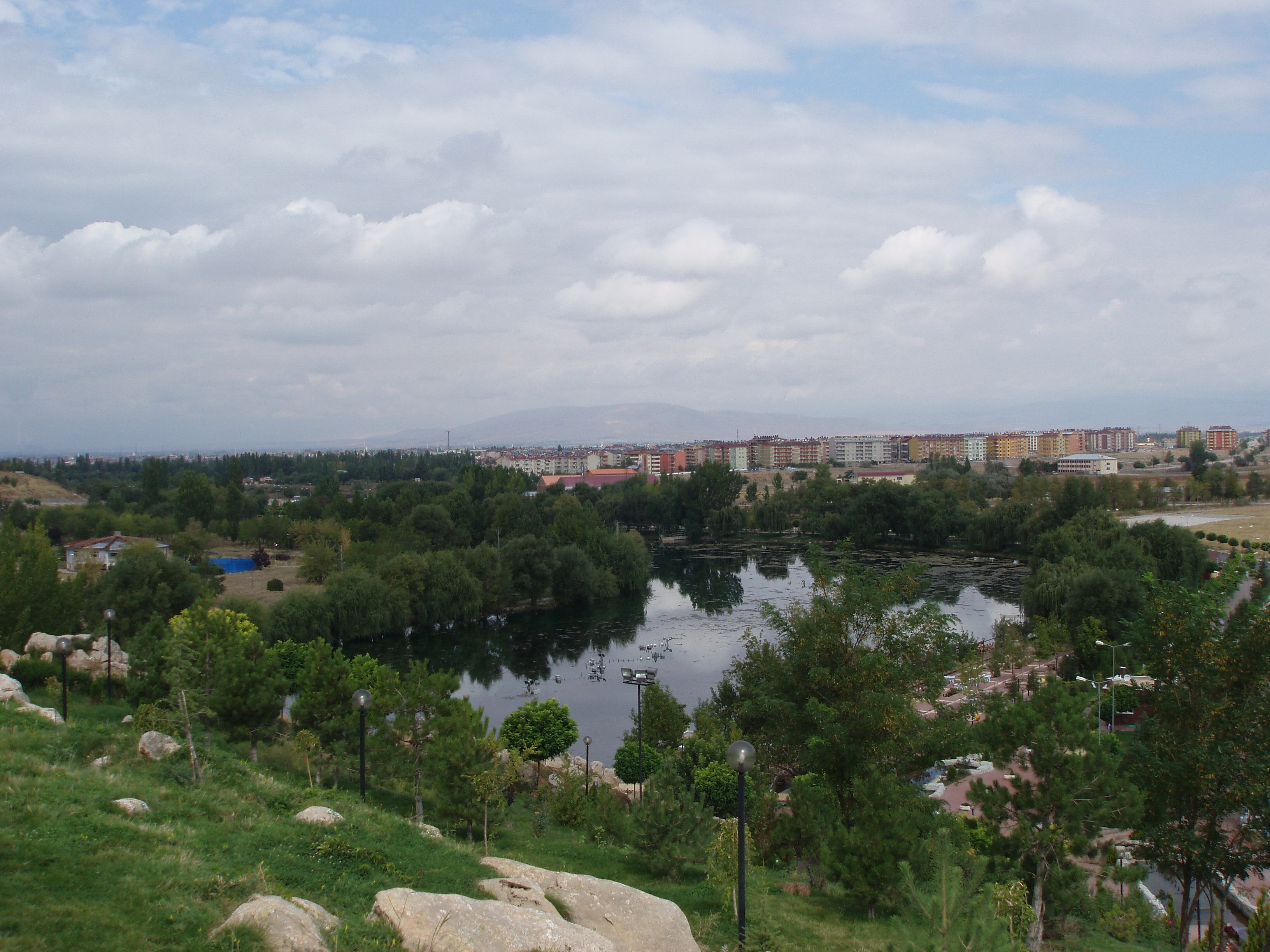
نمایی از اَلبِستان، شهری در استان قهرمان مرعش، ترکیه - ۲۰۱۰

اَلبِستان نام شهری است با جمعیت ۷۱٬۵۰۰ نفر در شهرستان البستان استان قهرمان مرعش ترکیه. یکی از نیروگاههای گرمایشی مهم ترکیه به نام افشین-البستان در این منطقه قرار دارد.سه عشیره اصلی کرد ساکن این استان عبارت‌اند از: سناملی، الخاسی و آتمی. زبان کردان این ناحیه همانند تمام مناطق کردنشین ترکیه و مناطق کردنشین کشورهای اطراف در نواحی مرزی ترکیه، کردی کرمانجی و زازاکی (فقط در ترکیه) است و نام این شهر در آن زبان به صورت اُلبیستُن تلفظ می‌شود.